# Grania pusilla
Grania pusilla är en ringmaskart som beskrevs av Erséus 1974. Grania pusilla ingår i släktet Grania och familjen småringmaskar. Arten är reproducerande i Sverige. Inga underarter finns listade i Catalogue of Life.